# Kasongo Nyembo
Kasongo Nyembo (1860-1931) est le dernier souverain de l'Empire luba de la région du Katanga. Il mène une insurrection contre les autorités belges de 1905 à janvier 1917, date à laquelle il est arrêté et exilé à Buta dans le nord-est du Congo belge, où il meurt en 1931.
Il est l'un des treize fils de Ilunga Kabale.
Alexandre Delcommune le décrit en 1922 comme étant, lors de leur rencontre à Musea en 1891, "un homme d'une trentaine d'années, à la taille bien prise, d'une physionomie sympathique, que rendent encore plus agréable deux grands yeux noirs, largement fendus, vifs et intelligents".